# Auguste Reymond (historien)
Pour les articles homonymes, voir Auguste Reymond et Reymond.
Auguste Reymond, né le 16 février 1860 à Monthron et mort le 7 mars 1930 à Lausanne, est un journaliste, enseignant, historien, bibliothécaire et traducteur vaudois.

## Biographie
Auguste Reymond fait une carrière d'enseignant et de journaliste avant d'entrer à la Bibliothèque cantonale et universitaire de Lausanne. Bachelor ès lettres, Belletrien, il suit des cours de théologie puis enseigne le français, le latin et le grec aux collèges de Rolle, d'Yverdon-les-Bains et de Morges entre 1881 et 1905. Entre 1882 et 1886, il collabore à L'Estafette, au Journal de Morges et à la Feuille d'Avis de Vevey. Il est engagé comme second bibliothécaire à la Bibliothèque cantonale et universitaire en 1906 et en devient directeur en 1920.
Au contraire de son prédécesseur, Louis Dupraz, Auguste Reymond est salué pour ses efforts d'ouverture de la BCU: « il sut assouplir les règlements pour mettre la bibliothèque encore mieux à la disposition des professeurs et des étudiants et parvint, en dépit de la modicité des crédits accordés, à la maintenir au courant des découvertes scientifiques et lui procurer les ouvrages essentiels ». Mais comme Louis Dupraz, il se heurte à l'insuffisance des moyens accordés, à la petitesse de la salle de lecture qui irrite la communauté des usagers.
Médiateur culturel par sa fonction, Auguste Reymond est encore un passeur entre les cultures germanique et francophone. Passionné d'histoire et de philosophie, il en traduit des textes essentiels, entre autres l'ouvrage de Theodor Gomperz, Griechische Denker: eine Geschichte der antiken Philosophie (Les penseurs de la Grèce : histoire de la philosophie antique, publié chez Payot et Alcan, à Lausanne et à Paris, entre 1908 et 1910). L’Académie française lui décerne le prix Langlois en 1906 pour ses traductions. Puis il s'attaque à l'œuvre monumentale de l'historien radical Jean Dierauer, Geschichte der Schweizerischen Eidgenossenschaft (Histoire de la Confédération suisse, en six volumes traduits entre 1910 et 1919). En 1919, il traduit la seconde édition (1908) de l'ouvrage Early Greek Philosophy (L'Aurore de la philosophie grecque), qui a paru en 1892, du classiciste John Burnet. Reymond publie en 1921 et 1922 une étude sur Daniel-Henri Druey et en 1925 la traduction de l'Histoire de la Suisse d'Ernest Gagliardi.

## Sources
- « Auguste Reymond », sur la base de données des personnalités vaudoises sur la plateforme « Patrinum » de la Bibliothèque cantonale et universitaire de Lausanne.
- Dossier ATS/ACV
- Bibliothèque cantonale et universitaire, Rapport annuel: 1930, p. 1-2